# 感觉神经性耳聋
感觉神经性耳聋（sensorineural hearing loss，SNHL）又称感音神经性聋、感音神经性听力损失，是由内耳，前庭耳蝸神經（第八對脑神经）或中枢听觉系统的病变造成的耳聋。
感觉神经性耳聋分有先天与后天之分。先天性耳聋可由遗传（包括如 Usher 综合征等罕见遗传性疾病）、耳蜗的发育不全，胆脂瘤等原因造成。后天性感觉神经性耳聋的常见原因有内耳感染、耳毒性药物的侵袭、头部外伤、高分贝噪音（噪音性耳聋）、衰老（老年性耳聋）、自体免疫反应等。
目前感觉神经性耳聋的主要治疗方法包括助听器或人工耳蜗的佩戴。助听器的主要功能是对环境声响的放大，使受损频率成分的声音达到病人的听觉阈之上；人工耳蜗将声音信息转化为电信号，直接对耳蜗螺旋中心的听神经施加电刺激。这两种方法都要求中枢听觉系统的完好。

## 突發性耳聾
突發性感覺神經性耳聾（sudden SNHL，SSNHL）简称突發性耳聾、突發性聽力障礙，俗称“耳中風”，是一種難以描述的快速聽力喪失，九成患者僅單耳發作，應被視為急症，延遲診斷和治療可能會使治療效果降低或無效。